# USS Henry M. Jackson (SSBN-730)
USS Henry M. Jackson (SSBN-730) (ex-USS "Rhode Island" (SSBN-730)) – amerykański okręt podwodny napędzany przez siłownię jądrową, przenoszący 24 pociski balistyczne SLBM typu Trident II D-5. Jeden z 14 aktualnie okrętów typu Trident / Ohio pozostających w służbie US Navy w ramach amerykańskiego systemu strategicznego odstraszania nuklearnego.